# Chika Chukwumerije
Chika Chukwumerije (* 30. prosince 1983 Lagos) je nigerijský taekwondista.

## Kariéra
První mezinárodní úspěch přišel na Afrických hrách v roce 2003, kde ve své váhové kategorii s partnerem Fridayem Dirisuem získal bronzovou medaili.
O rok později se kvalifikoval na olympiádu do Atén, kde však vypadl hned v prvním kole v kategorii nad 80 kg s Pascalem Gentilem z Francie, který později získal bronzovou medaili.
Poté trénoval na několika místech světa včetně USA, Velké Británie, Tchaj-wanu či Německa i s partnerem Isou Adamuem.
V roce 2007 se opět účastnil Afrických her i se svým partnerem Adamuem, a oba získali zlaté medaile, což znamenalo vstupenku na olympiádu do Pekingu.
V základním kole Chika zdolal Vietnamce Nguyen Van Hunga, v dalším kole porazil Malijce Keïtu, ale v semifinále prohrál s Řekem Nikolaidisem. V opravném kole pak zdolal Uzbeka Irgasheva a radoval se z bronzové medaile.

## Osobní život
Chika je vystudovaný mechanický inženýr. Jeho otec, Uche Chukwumerije, je bývalý národní senátor a nigerijský ministr informací a zároveň sponzor svého syna.